# Agilmond
Agilmond, tudi Agilmund ali Agelmund ali Algemundi ali Algemundus, je bil kralj Langobardov, ki je vladal na koncu 4.  in začetku 5. stoletja, * ni znano, † ni znano.
Bil je prvi zgodovinski kralj Langobardov po mitoloških bratih Iborju in Aju, omenjenih v Origo gentis Langobardorum (Izvor Langobardov). Kralj je postal konec 4. stoletja, ko so se Langobardi po več stoletjih selitev naselili v Noriku s sedanji Spodnji Avstriji. Izročilo pravi, da je vladal triintrideset let. 
Bil je iz družine Guringi in je po nekem kasnejšem izročilu veljal za Ajovega sina, s čimer pooseblja kontinuiteto langobardskih kraljev. Njegov prihod na prestol kaže na razvoj močne institucije kralja med Lagobardi, pri čemer se avtonomija vojvod ni ukinila.
Domneva se, da je Agilmond vodil Langobarde v vojni z Avari, ki so v langobardskih virih omenjeni kot Bolgari. V eni od bitk je padel, njegovo hčer pa so zasužnjili.